# A33 (motorväg, Italien)
A33 är en motorväg i Italien som går mellan Asti och Cuneo.